# Anneline Kriel
Anneline Kriel (n. 28 iulie 1955, Witbank, Mpumalanga, Africa de Sud) este o actriță și fotomodel din Africa de Sud. Ea a fost aleasă în anul 1974 Miss World, când avea vârsta de 19 ani. Anneline a candidat la concurs fiind aleasă în prealabil Miss Africa de Sud. Ea a fost căsătorită cu proprietarul de cazinou "Sol Kerzner" iar ulterior cu Peter Bacon și apoi cu răposatul Phillip Tucker.